# Ронебю (община)
Ронебю (на шведски: Ronneby kommun) е община разположена във лен Блекинге, южна Швеция. Общината обхваща територия от 866 km2 и има население от 27 871 души (към 31 декември 2013). Община Ронебю граничи на запад с община Карлсхамн, на изток с община Карлскруна от същия лен, а на север с общините Тингсрюд от лен Крунубери и Емабуда от лен Калмар. На юг има излаз към Балтийско море. Административен център на общината е град Ронебю.

## Население
Населението на община Ронебю през последните няколко десетилетия е с тенденция към намаляване. Гъстотата на населението е 33,59 д/km2.
| Население на община Ронебю в годините между 1970 и 2010 | Население на община Ронебю в годините между 1970 и 2010 | Население на община Ронебю в годините между 1970 и 2010 | Население на община Ронебю в годините между 1970 и 2010 | Население на община Ронебю в годините между 1970 и 2010 |
| ------------------------------------------------------- | ------------------------------------------------------- | ------------------------------------------------------- | ------------------------------------------------------- | ------------------------------------------------------- |
| Година                                                  |                                                         |                                                         | Население                                               |                                                         |
| 1970                                                    | 1970                                                    |                                                         | 29 714                                                  | 29 714                                                  |
| 1975                                                    | 1975                                                    |                                                         | 30 368                                                  | 30 368                                                  |
| 1980                                                    | 1980                                                    |                                                         | 30 159                                                  | 30 159                                                  |
| 1985                                                    | 1985                                                    |                                                         | 29 382                                                  | 29 382                                                  |
| 1990                                                    | 1990                                                    |                                                         | 28 905                                                  | 28 905                                                  |
| 1995                                                    | 1995                                                    |                                                         | 29 256                                                  | 29 256                                                  |
| 2000                                                    | 2000                                                    |                                                         | 28 634                                                  | 28 634                                                  |
| 2005                                                    | 2005                                                    |                                                         | 28 358                                                  | 28 358                                                  |
| 2010                                                    | 2010                                                    |                                                         | 28 254                                                  | 28 254                                                  |
| Източник: SCB - Преброяване по регион и време           |                                                         |                                                         |                                                         |                                                         |

## Селищни центрове в общината
Селищните центрове (на шведски: tätort) в община Ронебю са 9 и към 31 декември 2010 година имат съответно население:
| # | Селищен център            | Население към 31 декември 2010 |
| - | ------------------------- | ------------------------------ |
| 1 | Ронебю (Ronneby)          | 12 029                         |
| 2 | Калинге (Kallinge)        | 4561                           |
| 3 | Брекне-Хубю (Bräkne-Hoby) | 1689                           |
| 4 | Йоханисхус (Johannishus)  | 748                            |
| 5 | Листеурбю (Listerby)      | 883                            |
| 6 | Ронебюхамн (Ronnebyhamn)  | 537                            |
| 7 | Бакарюд (Backaryd)        | 365                            |
| 8 | Ерингсбуда (Eringsboda)   | 299                            |
| 9 | Халабру (Hallabro)        | 254                            |

Административният център на община Ронебю е удебелен.